# Alain Harel

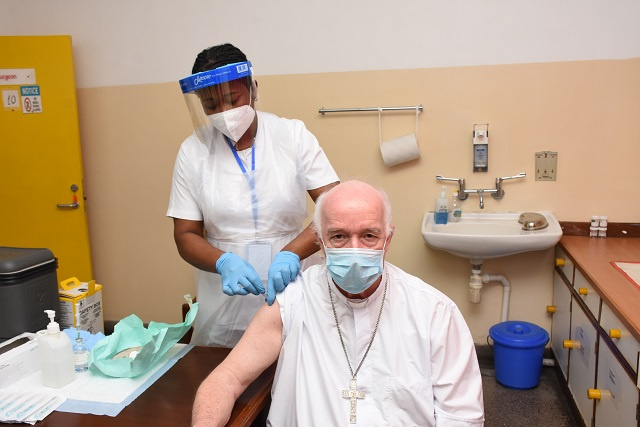
bp Harel podczas szczepienia przeciwko COVID-19

Alain Harel (ur. 24 czerwca 1950 w Quatre Bornes) – maurytyjski duchowny rzymskokatolicki, wikariusz apostolski Rodrigues w latach 2002–2020, zastępca przewodniczącego Konferencji Episkopatu Oceanu Indyjskiego w latach 2016–2020, przewodniczący Konferencji Episkopatu Oceanu Indyjskiego od 2023, biskup diecezjalny Port Victoria od 2020.

## Życiorys
Urodził się 24 czerwca 1950 w Quatre Bornes. Studiował w swojej ojczyźnie oraz w Anglii i we Francji. Święcenia prezbiteratu przyjął 3 września 1978 w Port Louis.
Po święceniach pełnił następujące funkcje: wikariusza parafii; duchowny ds. powołań kapłańskich; proboszcz i wikariusz biskupi dla rejonu Rodrigues.
31 października 2002 papież Jan Paweł II prekonizował go wikariuszem apostolskim nowo erygowanego wikariatu Rodrigues oraz biskupem tytularnym Forconium. 8 grudnia 2002 otrzymał święcenia biskupie w prokatedrze św. Gabriela w Port Mathurin. Głównym konsekratorem był kardynał Jean Margéot, emerytowany biskup Port Louis, zaś współkonsekratorami arcybiskup Robert Sarah, sekretarz Kongregacji ds. Ewangelizacji Narodów, i Maurice Piat, biskup diecezjalny Port Louis.
We wrześniu 2016 został wybrany zastępcą przewodniczącego Konferencji Episkopatu Oceanu Indyjskiego i tę funkcję pełnił do 2020.
10 września 2020 papież Franciszek mianował go biskupem diecezjalnym Port Victoria. Ingres do katedry Niepokalanego Poczęcia Najświętszej Maryi Panny w Victorii, w trakcie którego kanonicznie objął urząd, odbył 8 listopada 2020. Od 2023 przewodniczący Konferencji Episkopatu Oceanu Indyjskiego.